# Rancho del Cielo
El Rancho del Cielo és un ranxo situat a la muntanyes de Santa Ynez al nord-oest de Santa Bàrbara, Califòrnia. Durant més de 20 anys, va ser la casa de vacances de Ronald i Nancy Reagan. Té una extensió de 688 acres (278 ha).
El 1974, la família de Reagan va comprar el ranxo, i el mateix Ronald Reagan va freqüentar-lo durant tota la seva presidència. Actualment, el ranxo és propietat i està gestionat per la Young America's Foundation.

## Història
El ranxo s'anomenava originàriament Rancho de los Picos en honor a José Jesús Pico, descendent de Santiago de la Cruz Pico que va arribar amb l'Expedició Anza l'any 1776. José Jesús Pico va construir-hi la casa original de tova el 1871. La família Pico va ser propietaria del ranxo fins al 1941, quan Joe, un dels fills de José Pico, el va vendre a l'agrimensor del comtat de Santa Barbara Frank Flournoy per 6.000 dòlars (equivalent a 124.300 dòlars actuals). Al seu torn, va vendre el ranxo a Ray i Rosalie Cornelius, que després van comprar terrenys addicionals per a la propietat.

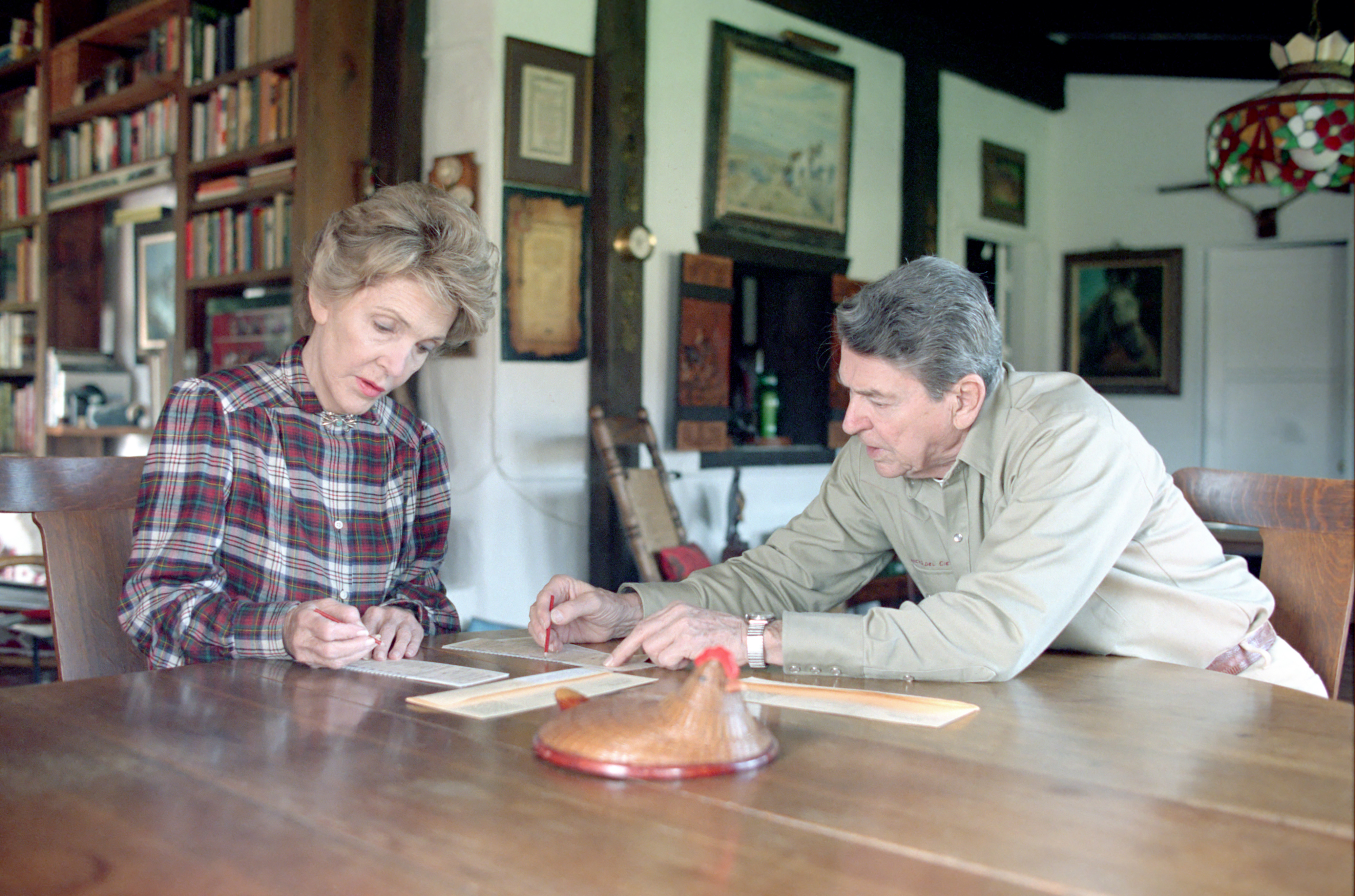
Els Reagan al Rancho del Cielo el 1988.

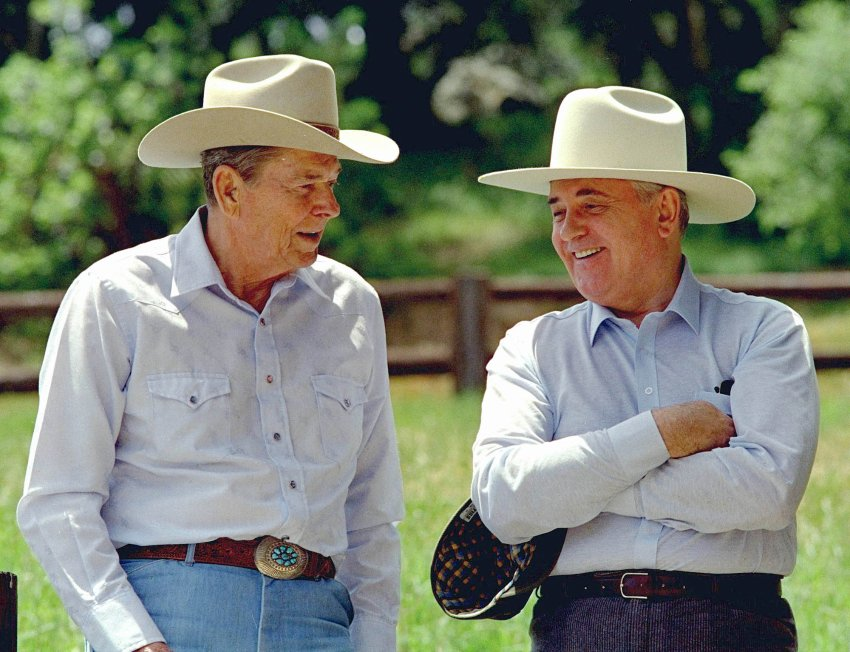
Reagan i Gorbatxov al ranxo el 1992.

La família de Ronald Reagan era propietària d'un ranxo a les muntanyes de Santa Mònica que estava molt més a prop de casa seva a Bel Air, Los Angeles. Els Reagan van vendre aquell ranxo a una companyia de cinema i ara forma part del Malibu Creek State Park. Aleshores, els Reagan van comprar el ranxo als Cornelius per uns 527.000 dòlars el 1974 (equivalent a aproximadament 3.256.000 dòlars actuals), quan el seu segon mandat com a governador de Califòrnia estava a punt de finalitzar. La finca conté un estany anomenat llac Lucky, estables i un graner per a cavalls, i una casa de 139 m² moblada amb mobles d'estil dels anys 70. El ranxo es troba en una zona remota a la cresta de les muntanyes de Santa Ynez amb vistes a la costa de Gaviota. L'autopista més propera al costat de l'oceà de les muntanyes és la Ruta 101 dels Estats Units, amb Solvang com la comunitat més propera al costat interior de les muntanyes.
Reagan va passar les vacances durant la seva presidència al ranxo, que es va conèixer com a la Casa Blanca Occidental. Va signar l'Economic Recovery Tax Act (reforma fiscal nord-americana) de 1981 al ranxo i en diverses ocasions hi va rebre la primera ministra britànica Margaret Thatcher, la reina Isabel II i el líder soviètic Mikhaïl Gorbatxov. A causa de la seva connexió amb Reagan, el Rancho del Cielo també ha estat anomenat "Reagan Ranch". Després de deixar la presidència el 1989, els Reagan es van traslladar a una casa a Bel Air, però van mantenir el ranxo com a refugi.
A causa de la seva malaltia d'Alzheimer, Reagan va visitar el ranxo per última vegada el 1995. Nancy Reagan el va visitar per última vegada el 1998, abans de vendre la propietat a la Young America's Foundation, un grup que el conserva avui com a "un monument viu a les idees, els valors i els èxits duradors de Reagan". Tot i que el ranxo està tancat al públic, la fundació ofereix als estudiants i simpatitzants l'oportunitat de visitar la propietat.